# Vídar

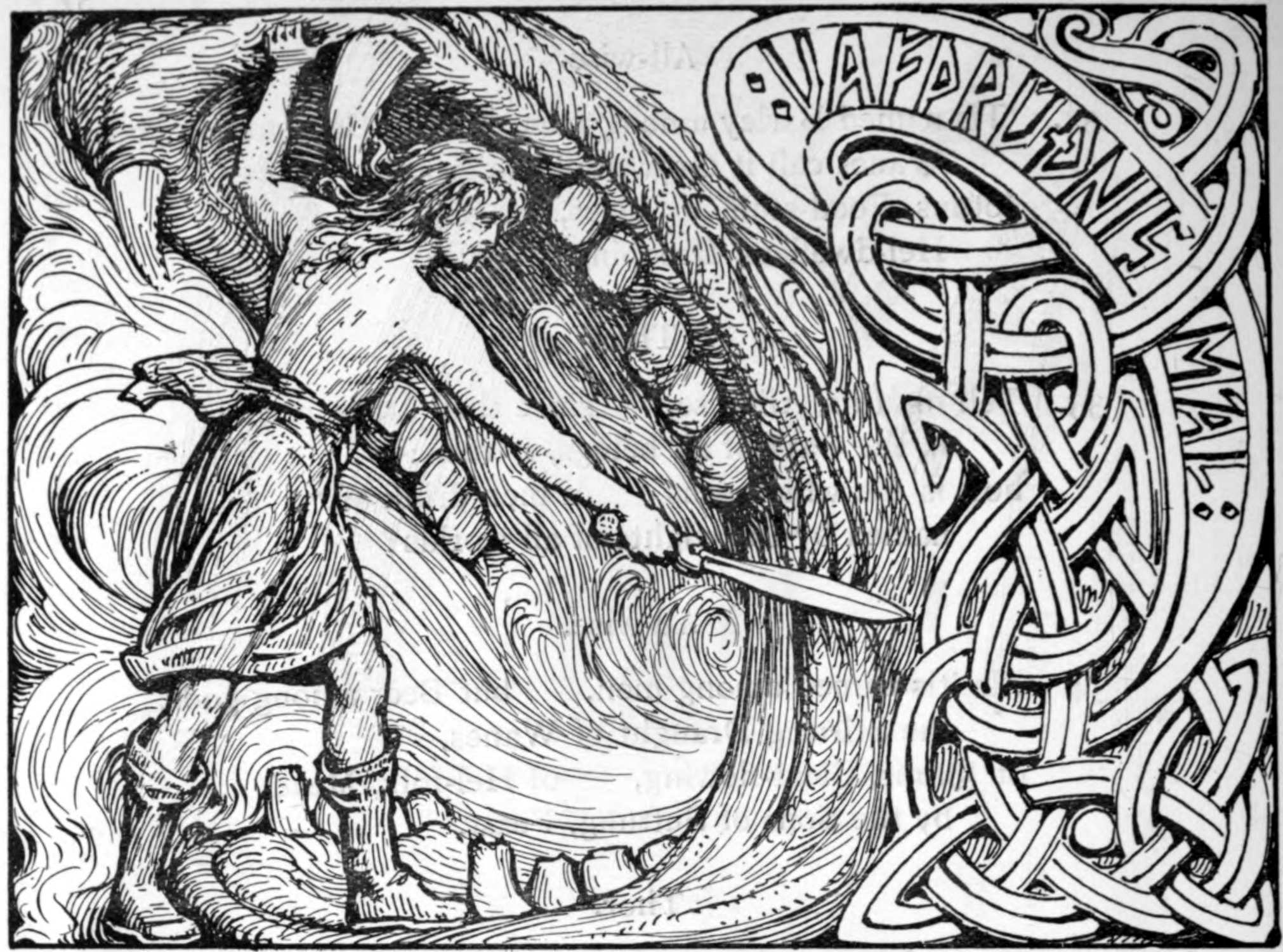
Vídar bojující s Fenrirem (1908) od W. G. Collingwooda, inspirován Gosforthským křížem

Vídar je severský bůh, syn Ódina a obryně Grid. Sídlí v pevnosti Landwidi. Je silný zhruba jako Thór a vlastní botu, která je vyrobená zodřezků kůže ze všech bot, co byly kdy vyrobeny, se kterou vše rozdrtí. Je nazýván „Mlčenlivý“. Při ragnaröku pomstí svého otce a zabije Fenriho, tím, že mu svou těžkou botou přišlápne čelist k zemi, roztrhne mu chřtán a probodne jej mečem. Spolu s Válim přežije soumrak bohů, po něm žije na Idských planích, kde dříve stával Ásgard.